# Olio (aplicação)
A Olio é uma aplicação móvel para compartilhar, doar, receber, pedir emprestado ou emprestar coisas gratuitamente na sua comunidade, com o objetivo de reduzir o desperdício doméstico e de alimentos. A app faz isso conectando vizinhos com alimentos que sobram ou utensílios domésticos a outras pessoas próximas que desejam pegar estes itens. A comida deve ser comestível; pode ser cru ou cozida, selada ou aberta. Os itens não alimentares frequentemente listados na Olio incluem livros, roupas e móveis.
Aqueles que doam alimentos excedentes podem ser indivíduos ou empresas, como retalhistas de alimentos, restaurantes, cantinas corporativas, fotógrafos de alimentos, etc., e as doações podem ocorrer de forma ad hoc ou recorrente. Por exemplo, algumas cadeias de supermercados no Reino Unido, incluindo Tesco, Midcounties Co-operative, Morrisons, Sainsbury's e Iceland testaram a Olio como um "banco alimentar online" para doar alimentos e reduzir o desperdício. Em março de 2022, a Olio fez parceria com a Pandamart em Singapura.
Lançada pela primeira vez no início de 2015 por Tessa Clarke e Saasha Celestial-One, em outubro de 2017, a empresa havia angariado US$ 2,2 milhões em financiamento. O financiamento da Série A da Olio foi liderado pela Octopus Ventures, com investidores como Accel, Quadia e Quentin Griffiths contribuindo para os US$ 6 milhões que foram arrecadados. A aplicação da Olio tinha cerca de 7 milhões de utilizadores registados em maio de 2023.